# Сожалею о тебе
«Сожалею о тебе» (англ. Regretting You) — будущая американская романтическая драма режиссёра  Джоша Буна по сценарию Сьюзан Макмартин, основанному на одноимённом романе Коллин Гувер 2019 года. Главные роли в фильме исполнили Эллисон Уильямс, Маккенна Грейс, Дэйв Франко, Мейсон Теймс, Уилла Фицджеральд и Скотт Иствуд.
Премьера фильма в США запланирован на 24 октября 2025 года.

## Сюжет
Сюжет фильм разворачивается вокруг сложных отношений матери и дочери. Ради лучшей жизни для дочери Морган Грант пожертвовала личными амбициями. Атмосфера в семье Грантов становится ещё более напряжённой после того как муж Морган и отец Клары Крис погибают в шокирующей автокатастрофе. Раскрывается череда секретов, лжи и сожалений. Оставшиеся позади люди не могут двигаться вперед, не обращаясь к прошлому.

## В ролях
- Эллисон Уильямс
- Маккенна Грейс — Клара
- Дэйв Франко
- Мейсон Темз — Миллер
- Уилла Фицджеральд
- Скотт Иствуд

## Производство
В августе 2024 года стало известно, что в разработке находится экранизация романа Regretting You, режиссёром которой станет Джош Бун, а главные роли исполнят Эллисон Уильямс, Маккенна Грейс, Дэйв Франко и Мэйсон Теймс. В марте 2025 года в актёрский состав фильма вошли Уилла Фицджеральд и Скотт Иствуд.
Основные съёмки начались в марте 2025 года в Атланте.
Премьера фильма в США запланирован на 24 октября 2025 года.